# Tipula (Eumicrotipula) diardis
Tipula (Eumicrotipula) diardis is een tweevleugelige uit de familie langpootmuggen (Tipulidae). De soort komt voor in het Neotropisch gebied.